# Гуринівська сільська рада
Гурині́вська сільська́ ра́да — колишній орган місцевого самоврядування в Білопільському районі Сумської області. Адміністративний центр — село Гуринівка.

## Загальні відомості
- Населення ради: 814 особи (станом на 2001 рік)

## Населені пункти
Сільській раді були підпорядковані населені пункти:
- с. Гуринівка
- с. Бубликове
- с. Василівщина
- с. Гиріне
- с. Кандибине
- с. Мар'янівка
- с. Мороча
- с. Новоіванівка
- с. Олексенки
- с. Степанівка

## Склад ради
Рада складалася з 14 депутатів та голови.
- Голова ради: Глушко Іван Миколайович
- Секретар ради: Ліфиренко Марія Павлівна

### Керівний склад попередніх скликань
| Прізвище, ім'я, по батькові | Основні відомості                                                                          | Дата обрання | Дата звільнення |
| --------------------------- | ------------------------------------------------------------------------------------------ | ------------ | --------------- |
| Глушко Іван Миколайович     | Сільський голова, 1960 року народження, освіта вища, безпартійний                          | 26.03.2006   | 31.10.2010      |
| Глушко Іван Миколайович     | Сільський голова, 1960 року народження, освіта вища, член політичної партії «Наша Україна» | 31.10.2010   |                 |

Примітка: таблиця складена за даними сайту Верховної Ради України

### Депутати
За результатами місцевих виборів 2010 року депутатами ради стали:

#### За суб'єктами висування
| Суб'єкт висування               | Кількість обраних депутатів | %    |
| ------------------------------- | --------------------------- | ---- |
| Самовисування                   | 6                           | 42,9 |
| Політична партія «Наша Україна» | 5                           | 35,7 |
| Партія регіонів                 | 3                           | 21,4 |

#### За округами
| № округу                        | Прізвище, ім'я, по батькові    | Дата визнання обраним | Освіта             | Партійна приналежність                | Відомості про обраного депутата                                   |
| ------------------------------- | ------------------------------ | --------------------- | ------------------ | ------------------------------------- | ----------------------------------------------------------------- |
| Партія регіонів                 |                                |                       |                    |                                       |                                                                   |
| 5                               | Сохань Віра Володимирівна      | 03.11.2010            | середня            | позапартійна                          | тимчасово не працює                                               |
| 8                               | Кириченко Микола Іванович      | 03.11.2010            | середня            | позапартійний                         | Гуринівське відділення поштового зв'язку, листоноша               |
| 9                               | Ровенко Людмила Миколаївна     | 03.11.2010            | середня            | позапартійна                          | Морочанський фельдшерський пункт, молодша медична сестра          |
| Політична партія «Наша Україна» |                                |                       |                    |                                       |                                                                   |
| 1                               | Глушко Олена Григорівна        | 03.11.2010            | середня спеціальна | член Політичної партії «Наша Україна» | Гуринівська сільська рада, спеціаліст-землевпорядник              |
| 3                               | Ліфіренко Марія Павлівна       | 03.11.2010            | середня спеціальна | член Політичної партії «Наша Україна» | Гуринівська сільська рада, секретар                               |
| 6                               | Кашаба Валентина Федорівна     | 03.11.2010            | середня            | член Політичної партії «Наша Україна» | Білопільський районний територіальний центр, соціальний працівник |
| 10                              | Фоменко Олександр Миколайович  | 03.11.2010            | середня            | позапартійний                         | тимчасово не працює                                               |
| 11                              | Бондаренко Володимир Іванович  | 03.11.2010            | середня            | член Політичної партії «Наша Україна» | тимчасово не працює                                               |
| Самовисування                   |                                |                       |                    |                                       |                                                                   |
| 2                               | Гиря Сергій Володимирович      | 03.11.2010            | середня            | позапартійний                         | Луциківське відділення ПП «Дружба-6», охоронець                   |
| 4                               | Костенко Наталія Володимирівна | 03.11.2010            | середня            | позапартійна                          | тимчасово не працює                                               |
| 7                               | Фокіна Алла Володимирівна      | 03.11.2010            | середня            | позапартійна                          | пенсіонер                                                         |
| 12                              | Макаренко Валентина Іванівна   | 03.11.2010            | середня спеціальна | позапартійна                          | Новоіванівський дозвіллєвий об'єкт, завідувачка                   |
| 13                              | Шинкаренко Сергій Павлович     | 03.11.2010            | середня            | позапартійний                         | тимчасово не працює                                               |
| 14                              | Кривонос Наталія Вікторівна    | 03.11.2010            | середня            | позапартійна                          | Іскрисківщинське відділення поштового зв'язку, листоноша          |